# Bundesautobahn 18
Die Bundesautobahn 18 (Abkürzung: BAB 18) – Kurzform: Autobahn 18 (Abkürzung: A 18) – war eine geplante Autobahn in den Ländern Brandenburg und Sachsen.
Die seit 1990 geplante A 18 sollte von Cottbus über Görlitz nach Zittau und weiter nach Tschechien geführt und damit eine leistungsfähige Nord-Süd-Achse geschaffen werden. Südlich von Cottbus war ein Autobahndreieck mit der A 15 geplant und bei Görlitz sollte ein Kreuz mit der A 4 entstehen. Am geplanten Kreuz Weißwasser war eine Verknüpfung mit der ebenfalls verworfenen A 16 vorgesehen. Mit der damals geplanten A 17 Bautzen–Zittau (ersetzt durch Bundesstraße 178n) war ein Dreieck in Zittau geplant. (Anm.: Die heutige Bundesautobahn 17 sollte bis Mitte der 1990er-Jahre Teil der Bundesautobahn 13 werden.)
Zu einer Aufnahme in den Bundesverkehrswegeplan 1992 kam es allerdings nicht. Stattdessen wurden die B 99 und B 115 Ende der 1990er-Jahre/Anfang des 21. Jahrhunderts ausgebaut und so eine Verbindung zwischen Cottbus und Zittau hergestellt. Des Weiteren wird seit 2000 der autobahnähnliche Neubau der Bundesstraße 178 von der A 4 ab Weißenberg bis Zittau in mehreren Abschnitten durchgeführt.